# Harthorne Wingo
Harthorne Wingo, né le 9 septembre 1947 à Tryon, en Caroline du Nord et mort le 23 janvier 2021 à New York, est un ancien joueur américain de basket-ball. Il évolue durant sa carrière au poste d'ailier.

## Palmarès
- Champion NBA 1973